# Another Mother's Son
Another Mother’s Son (Hijo de otra madre, en España) es una película de drama bélica británica dirigida por Christopher Menaul y escrita por Jenny Lecoat. La película está protagonizada por Jenny Seagrove, Julian Kostov, Ronan Keating, John Hannah y Amanda Abbington. La película se basa en una historia real de la Segunda Guerra Mundial, sobre una mujer llamada Louisa Goul (interpretada por Seagrove), quien protege como a un hijo a un joven prisionero ruso que ha escapado (interpretado por Kostov).

## Argumento
Louisa Goul (Jenny Seagrove), una mujer que encuentra a un joven prisionero de guerra ruso que ha escapado (Julian Kostov), lo esconde y lo protege durante la Segunda Guerra Mundial.

## Reparto
- Jenny Seagrove como Louisa Goul.[1]
- Julian Kostov como el joven prisionero de guerra ruso.[1]
- Ronan Keating como Harold Gould.[1]
- John Hannah[1]
- Amanda Abbington[1]
- Peter Wight[1]
- Susan Hampshire[1]
- Jonathan Harden[1]

## Producción
Christopher Menaul dirigiría la película basada en el guion por Jenny Lecoat. Bill Kenwright Films produciría la película con Daniel-Konrad Cooper.
La fotografía principal de la película comenzó el 9 de noviembre de 2015 en Bath, Somerset. La grabación también tuvo lugar en el edificio histórico Guildhall.